# دينيس تونوتشي
دينيس تونوتشي (بالإيطالية: Denis Tonucci)‏ (6 سبتمبر 1988 ببيزارو في إيطاليا - ) هو لاعب كرة قدم إيطالي في مركز قلب الدفاع. شارك مع منتخب إيطاليا تحت 18 سنة لكرة القدم ومنتخب إيطاليا تحت 19 سنة لكرة القدم ومنتخب إيطاليا تحت 20 سنة لكرة القدم ومنتخب إيطاليا لكرة القدم للدرجة الثانية ‏. أما مع النوادي، فقد لعب مع أنورثوسيس فاماغوستا ونادي أجاكسيو ونادي باري ونادي بريشيا ونادي بياتشينزا ونادي تشيزينا ونادي فيتشينزا ونادي مودينا وItaly national football C team ‏.

## روابط خارجية
- دينيس تونوتشي على موقع رابطة كرة القدم الفرنسية للمحترفين (الإنجليزية)
- دينيس تونوتشي على موقع قاعدة بيانات كرة القدم.إي يو (الإنجليزية)
- دينيس تونوتشي على موقع Soccerway.com (الإنجليزية)
- دينيس تونوتشي على موقع عالم كرة القدم.نت (الإنجليزية)
- دينيس تونوتشي على موقع AS.com (الإسبانية)